# ألان أوليو
ألان أوليو (27 أكتوبر 1957 في سيدي بلعباس) (بالإنجليزية: Alain Olio)‏ لاعب كرة قدم فرنسي الجنسية جزائري المولد معتزل . عندما كان مدربا لفريق ليون للناشئين من 1997 إلى 2000 قام بتدريب نجوم فرنسا الحاليين كريم بن زيما وحاتم بن عرفة . حاليا تم تعيينه مساعدا لمدرب نادي نيس في يونيو 2009 .

## وصلات خارجية
- ألان أوليو على موقع قاعدة بيانات كرة القدم.إي يو (الإنجليزية)